# 藤島神社
藤島神社（ふじしまじんじゃ）は、福井県福井市の足羽山にある神社である。旧社格は別格官幣社。建武中興十五社の一社である。
南北朝時代の武将・新田義貞を主祭神とし、義貞の子の新田義顕・新田義興・新田義宗、弟の脇屋義助、および一族の将兵を配祀する。

## 歴史
新田義貞は延元3年（1338年）、灯明寺畷（現・福井市新田塚町）の合戦で戦死したが、それより約300年後の明暦年間（1655年～58年）、同地から農民によって兜鉢が発掘され、これが福井藩の軍学者・井原番右衛門の鑑定の結果、新田義貞の兜であるとされた。万治元年（1660年）、福井藩主・松平光通は兜が発見された場所に「新田義貞戦死此所」の碑を建て、その場所は「新田塚」と呼ばれるようになった。
明治3年（1870年）、福井知藩事・松平茂昭は新田塚に祠を建てるが、これが明治9年（1876年）、「藤島神社」と名付けられて別格官幣社に列することとなる。明治14年（1881年）には福井市牧の町に遷座し、明治34年（1901年）5月に現在地に再度遷座した。そのため、現在の境内は兜の発見地とされた場所から南へ3kmほど離れている。

## 文化財
重要文化財
- 鉄製銀象眼冑[1] - 伝・新田義貞所用[2]。
- 太刀　銘正中三年備中国吉次[3] - 明治10年（1877年）に徳川家達が奉納[4]。
- 太刀　銘則重[5] - 伝・脇屋義助佩用[6]。
- 結城宗広自筆書状　九月廿六日（正中元年）とあり[7] - 結城宗広が正中の変の知らせを受け、新田義貞に宛てた書状[8]。

### 伝・新田義貞所用の兜

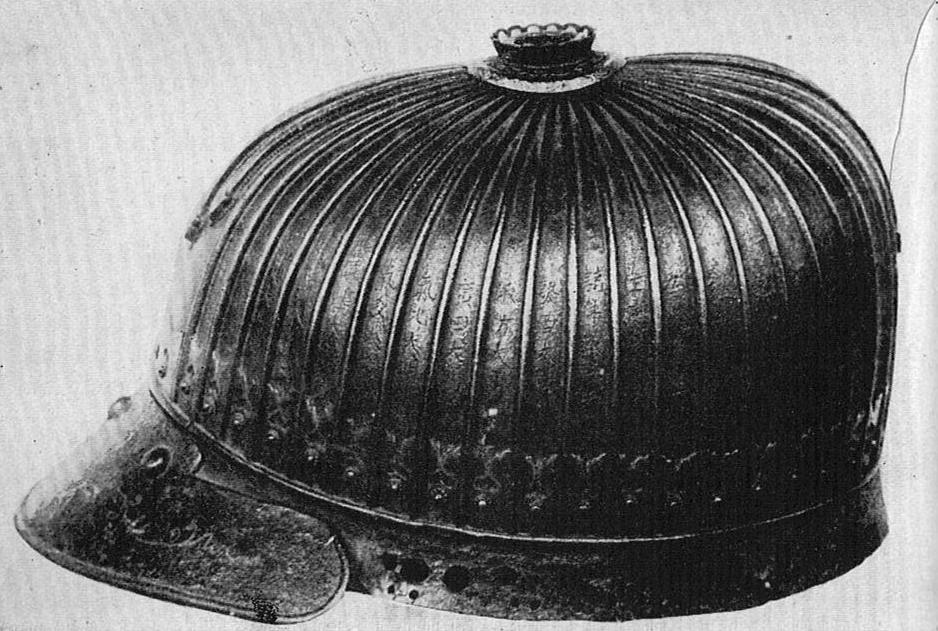
鉄製銀象眼冑

鉄製銀象眼冑は、藤島神社の所蔵品の中でも特に神社の由緒と関連が深く、福井藩主の松平家に献上されてから同家が長く所有することとなったが、明治10年（1877年）5月に藤島神社に奉納された。明治33年（1900年）に旧国宝（現行法の「重要文化財」に相当）に指定され、昭和25年（1950年）の文化財保護法施行後は国の重要文化財となっている。
兜鉢は四十二間筋兜の形式で、表面を錆地に仕上げ、筋の間に三十番神の神号や経文を刻み、通常は鍍金板で仕立てる八幡座・篠垂・桧垣といった飾金具も鉄板で作り、矧板の表の縁を捻り返して巻き込み筋覆輪に見せた上で、各所に唐草文の銀象嵌を施すといった、手の込んだ技法で製作されているが、それらの特徴は鉢の形状などを含め、新田義貞らが活躍した南北朝期を大きく下らねば出現しないものである。また、鉢裏には「元応元年」や「相模国」の銘があるとされているが、実際には線刻が不鮮明で解読できず、そもそも兜鉢には土中に潜っていた形跡自体が認められない。
よって、山上八郎をはじめとする甲冑研究者たちは、甲冑製作技法の時代変遷や地域ごとの特色を基に判断すると、鉄製銀象眼冑は室町時代末期に流行した総覆輪阿古陀形筋兜の形式を継承しつつ、次代に登場する鉄錆地後勝山形筋兜へ移行する過渡期の特徴を有した、室町時代晩期の作品であると結論付け、戦国時代に小田原の後北条氏に招聘された明珍系統の甲冑師が製作した、「小田原鉢」と呼ばれる兜の一例と鑑定している。
また、藤島神社にはかつて同兜鉢に取り付けられていた錣と受張も伝来しており、それらに付属する由緒書によれば、兜は神社への奉納前は松平春嶽が所用した「魚鱗具足」（福井市立郷土歴史博物館寄託越葵文庫のうち）に添っていたが、霊代として兜鉢のみが納められることになったため錣と受張が外され、兜鉢奉納の1か月後にそれらも改めて納められたという。
なお山上は、鉄製銀象眼冑と義貞伝説は当初無関係であったのが、松平家による奉納以降、両者が混合されて現在に至ったと推測しているが、兜がこの地より掘り出されたということ自体に関しては肯定的な見解を見せている。というのは、江戸時代の延宝年間に福井で活動していた長曽祢派の甲冑師・長曽祢興寛が製作した兜の中に「用源義貞兜模之」という銘が刻まれたものが複数存在するため、兜の発掘伝承には裏付けが一応あるからである。
ただし、その写しの兜の形状も、室町時代末期を待たないと現れない突盔形兜であることから、これも義貞の活躍した時期に合致しないものである。山上は甲冑の時代変遷を踏まえ、実際に発掘されたと考えられるその兜について、天正年間の越前一向一揆の戦闘に際して使用されたものが地中に埋もれた後、江戸期に再び見出されたものと考察し、この兜が発掘時に新田義貞の所用とされ、発掘地が義貞最期の地に定められたことに対して「甚だ非科学的な扱い」と論じ、義貞の戦没地を伝説から切り離して考える必要があると主張している。

## 交通アクセス
- 北陸新幹線・ハピラインふくい線・えちぜん鉄道勝山永平寺線 福井駅より
  - 徒歩約25分
  - 京福バス 72・73・74系統（清水グリーンライン線）「不動山口」バス停留所下車、徒歩約5分
- 福井鉄道福武線 商工会議所前駅下車、徒歩約10分